# ヨランダ・ソレル
ヨランダ・ソレル・グラヘーラ（Yolanda Soler Grajera  1971年1月9日 - ）は、スペインのマドリード出身の柔道選手。階級は48kg級。身長150cm。同じ柔道選手のホセ・トロと結婚した。娘のアリアネ・トロ・ソレルは52㎏級で活躍している。

## 人物
1992年に地元スペインで開催されたバルセロナオリンピック48kg級では7位にとどまった。1994年からヨーロッパ選手権では3連覇を達成した。1996年アトランタオリンピックでは準決勝で北朝鮮のケー・スンヒに大腰で敗れるが銅メダルを獲得した。

## 主な戦績
- 1986年 - ベルギージュニア国際　3位
- 1986年 - ヨーロッパジュニア　5位
- 1990年 - ベルギー国際　2位
- 1991年 - ベルギー国際　優勝
- 1991年 - ドイツ国際　優勝
- 1991年 - イギリス国際　3位
- 1991年 - ヨーロッパ選手権　3位
- 1992年 - ハンガリー国際　3位
- 1992年 - ベルギー国際　3位
- 1992年 - ヨーロッパ選手権　2位
- 1992年 - バルセロナオリンピック　7位
- 1993年 - 世界選手権　5位
- 1994年 - フランス国際　3位
- 1994年 - チェコ国際　3位
- 1994年 - ポーランド国際　3位
- 1994年 - イギリス国際　3位
- 1994年 - ヨーロッパ選手権　優勝
- 1994年 - 世界学生　3位
- 1995年 - フランス国際　3位
- 1995年 - ドイツ国際　5位
- 1995年 - ヨーロッパ選手権　優勝
- 1995年 - 世界選手権　7位
- 1996年 - フランス国際　2位
- 1996年 - ドイツ国際　3位
- 1996年 - ヨーロッパ選手権　優勝
- 1996年 - アトランタオリンピック　3位
- 1997年 - 地中海競技大会　3位
- 1998年 - ベルギー国際　優勝
- 1998年 - ヨーロッパ選手権　3位